# گورنیه لوگه
گورنیه لوگه (به لاتین: Gornje Luge) یک منطقهٔ مسکونی در مونته‌نگرو است که در شهرداری آندریژویکا واقع شده‌است. گورنیه لوگه ۱۲۰ نفر جمعیت دارد.